# Abellio
Pour l'écrivain, voir Raymond Abellio.
« Abelio » redirige ici. Pour la caisse complémentaire de protection sociale, voir Humanis.
Abellio (aussi appelé Abelio, Abellion ou encore Abelion) est un dieu de l'Aquitaine antique. Il était vénéré sur la partie des Pyrénées françaises et de leur piémont correspondant à la région actuelle du Comminges (c'était à l'époque romaine le territoire du peuple des Convènes). Si l'on en juge par le nombre de découvertes archéologiques qui attestent du culte d'Abellio et de sa relative extension géographique, il fut sans doute leur dieu le plus important.
On dispose d'une représentation du dieu Abellio. Cependant, comme elle ne montre aucun attribut et que l'étymologie de son nom reste controversée, rien ne permet d'affirmer avec certitude quelles étaient les fonctions de cette divinité. 

## Épigraphie

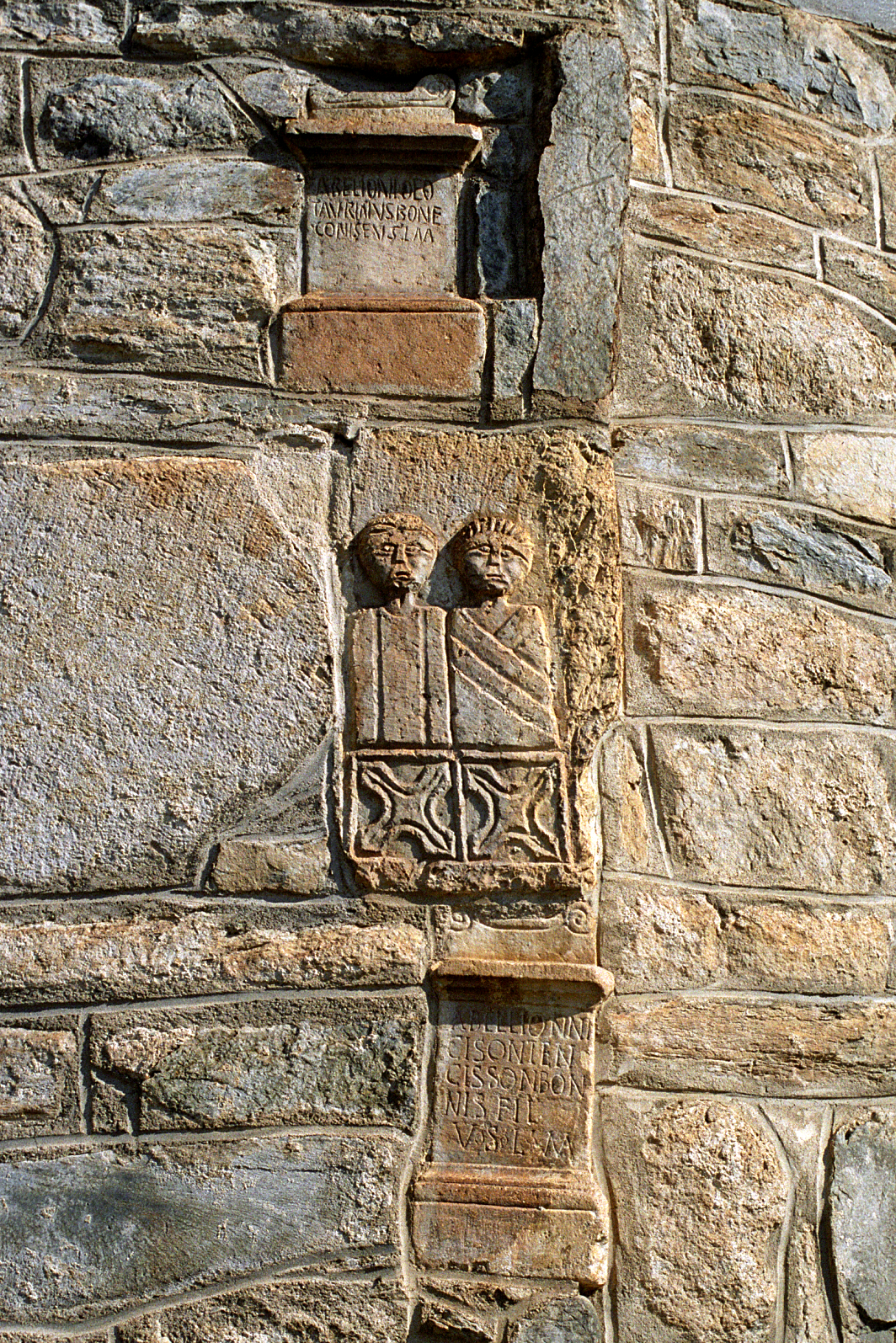
Au-dessus et au-dessous du cippe funéraire d'un couple, deux autels à Abellio dans le mur du chevet de l'église de Saint-Aventin.

Comme pour les autres divinités pyrénéennes, on ne connaît Abellio que grâce aux inscriptions trouvées sur des autels votifs aquitano-romains datant du Ier au IVe siècle de notre ère. Plusieurs de ces autels avaient été utilisés comme remplois dans la maçonnerie d'églises romanes (par exemple la chapelle Saint-Pé de la Moraine à Garin ou l'église de Saint-Aventin). Le nom du dieu y est orthographié de différentes manières.
Ces ex-voto conformes aux traditions rituelles romaines et dont les dédicaces sont rédigées en latin, témoignent de l'influence que put exercer la civilisation romaine sur les formes extérieures de son culte. Il ne fait néanmoins aucun doute qu'Abellio est un nom antérieur à la conquête des Gaules par les Romains.

## Extension de son culte
Si l'on s'accorde à dire des autres divinités des Pyrénées qu'il s'agissait de dieux locaux dont l'aire d'influence était très limitée, il n'en va pas de même pour Abellio : les quatorze autels votifs découverts dans la Haute-Garonne (à Aulon, Billière, Boutx, Burgalays, Cardeilhac, Fabas, Garin, Montauban-de-Luchon, Saint-Aventin et Saint-Béat) montrent que son culte s'étendait au Sud depuis la vallée du Larboust et de la Pique (près de Bagnères-de-Luchon) tout au long de la haute vallée de la Garonne pour finir au Nord jusqu'à la partie orientale du plateau de Lannemezan.
Contrairement aux dieux romains, plus souvent représentés dans le milieu urbain (à Lugdunum Convenarum, la capitale des Convènes), c'est dans l'espace rural que l'on honorait les dieux pyrénéens. Comme on peut le remarquer d'après la localisation des découvertes, Abellio n'échappe pas à cette règle.

## Iconographie
Il n'existe qu'une seule représentation du dieu Abellio : l'autel trouvé à la chapelle Saint-Pé-de-la-Moraine de Garin porte, en plus de la dédicace, un bas-relief figurant la divinité. C'est d'ailleurs un des rares cas où l'on dispose de la représentation d'une divinité pyrénéenne identifiée par son nom (l'autre cas est celui du dieu Mars Sutugius à Saint-Plancard). Cet autel est aujourd'hui conservé au Musée Saint-Raymond de Toulouse et a été remplacé par un moulage sur le lieu de sa découverte.
Abellio y est représenté sous les traits d'un homme portant une toge plissée, les cheveux courts tirés en arrière. Aucun symbole ni attribut ne permet de préciser ses fonctions.

## Étymologie

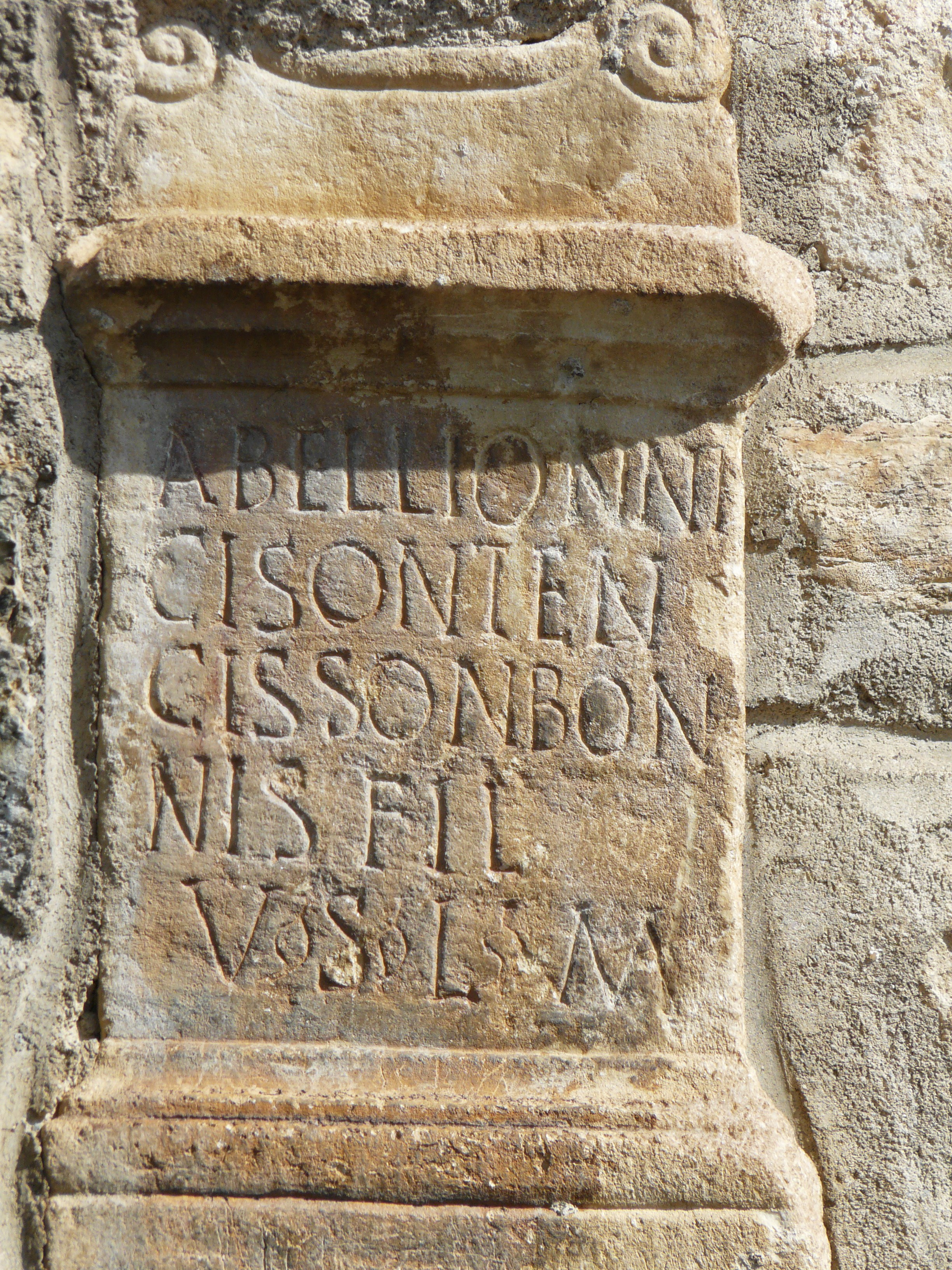
Autel à Abellio (église de Saint-Aventin, Haute-Garonne).

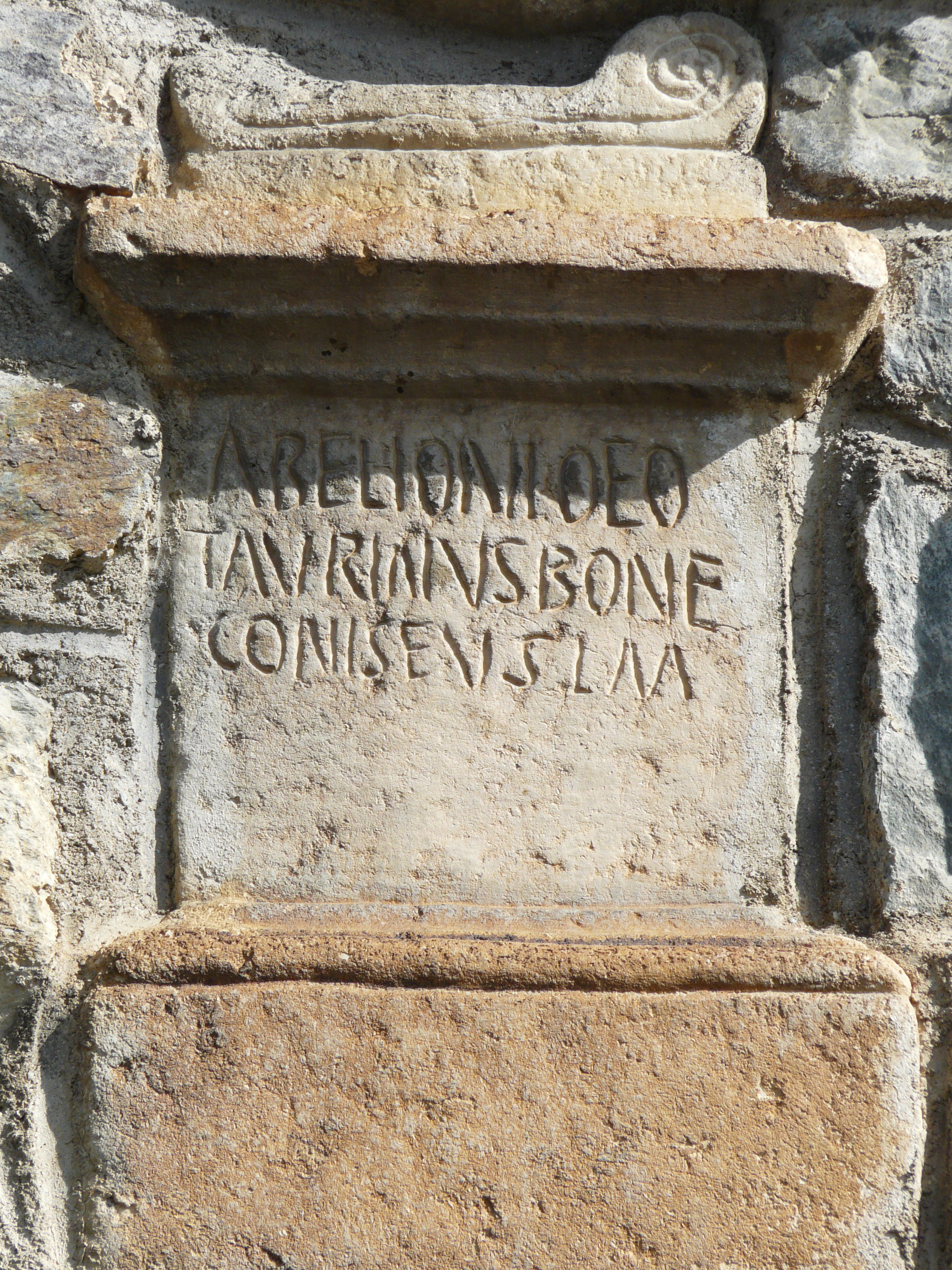
Autel à Abellio (église de Saint-Aventin, Haute-Garonne).

Les racines aquitaniques (proto-basques et donc non indo-européennes) sont fréquentes dans l'étymologie des noms des divinités des Pyrénées. Il semble que ce ne soit pas le cas d'Abellio. Mais l'origine exacte de son nom reste controversée.
Abellio fut l'un des tout premiers dieux pyrénéens à être connu des historiens : l'inscription d'Aulon fut mentionnée dès le XVIe siècle dans les écrits de Joseph Juste Scaliger. Aussi, dès le XVIe et le XVIIe siècles, on s'interrogea sur l'étymologie d'Abellio. Les érudits de cette époque le rapprochèrent du « crétois » ἀβέλιος, abelios, le Soleil. Ils affirmèrent que l'Abellio pyrénéen, le Belenos gaulois et l'Apollon gréco-romain n'étaient qu'une seule et même divinité : c'était pour eux l'Apollon des Gaulois dont parlait Jules César, le « Bélenus norique » dont parlait Tertullien. 
Cet avis fut repris d'un auteur à l'autre sans contradiction notable jusqu'au milieu du XVIIIe siècle. L'article Abellion de l'Encyclopédie de Diderot et D'Alembert s'insurge alors contre cette opinion qu'il tient pour infondée. Au XIXe siècle, elle rencontrera encore l'opposition de plusieurs épigraphistes et archéologues dont Alexandre du Mège, Julien Sacaze et Edward Barry. Dans la première moitié du XXe siècle, Raymond Lizop lui redonne vie : il évoque l'« Apollon pyrénéen » sous les traits d'un dieu solaire, parèdre de Bélisama et précurseur de l'Apollon gréco-romain. Il consacre à la divinité des sanctuaires (qu'aucune découverte archéologique ne vient étayer) à Saint-Bertrand-de-Comminges et sur les hauteurs de la vallée d'Oueil, dont il fait d'Abellio la divinité éponyme.
Une seconde étymologie d'origine grecque fut proposée par Édouard Philippon tout au début du XXe siècle. Il apparentait Abellio au grec ἄελλα, aella, « vent, tempête ». 
D'autres auteurs voient enfin dans Abellio toujours un élément indo-européen mais à mettre cette fois en parallèle avec la racine celtique *avallo- ou gauloise *abalo- / *aballo- qui signifie « pomme, pommier ». Cette hypothèse a été émise en premier lieu par Camille Jullian, encore au début du XXe siècle.
Les linguistes Luis Michelena et Joaquín Gorrochategui, comparant les diverses étymologies proposées et leur validité du point de vue linguistique, penchent pour l'hypothèse de Philippon, tout en restant très circonspects.

## Influence sur le folklore et la culture populaire
En Bigorre, entre les vallées de Lesponne et de l'Oussouet, se trouve une croix de pierre dite Croix de Beliou, dont la tradition fait la tombe de Millaris, le vieux pâtre des légendes fondatrices de la mythologie pyrénéenne. Elle présente un visage rond sur une de ses faces. Le folkloriste Olivier de Marliave suppose qu'il pourrait s'agir d'un ancien autel païen consacré à Abellion, retaillé en croix aux débuts de l'implantation chrétienne.
C'est enfin du dieu Abellio que l'écrivain Raymond Abellio a tiré son pseudonyme.